# Herbstmilchsuppe

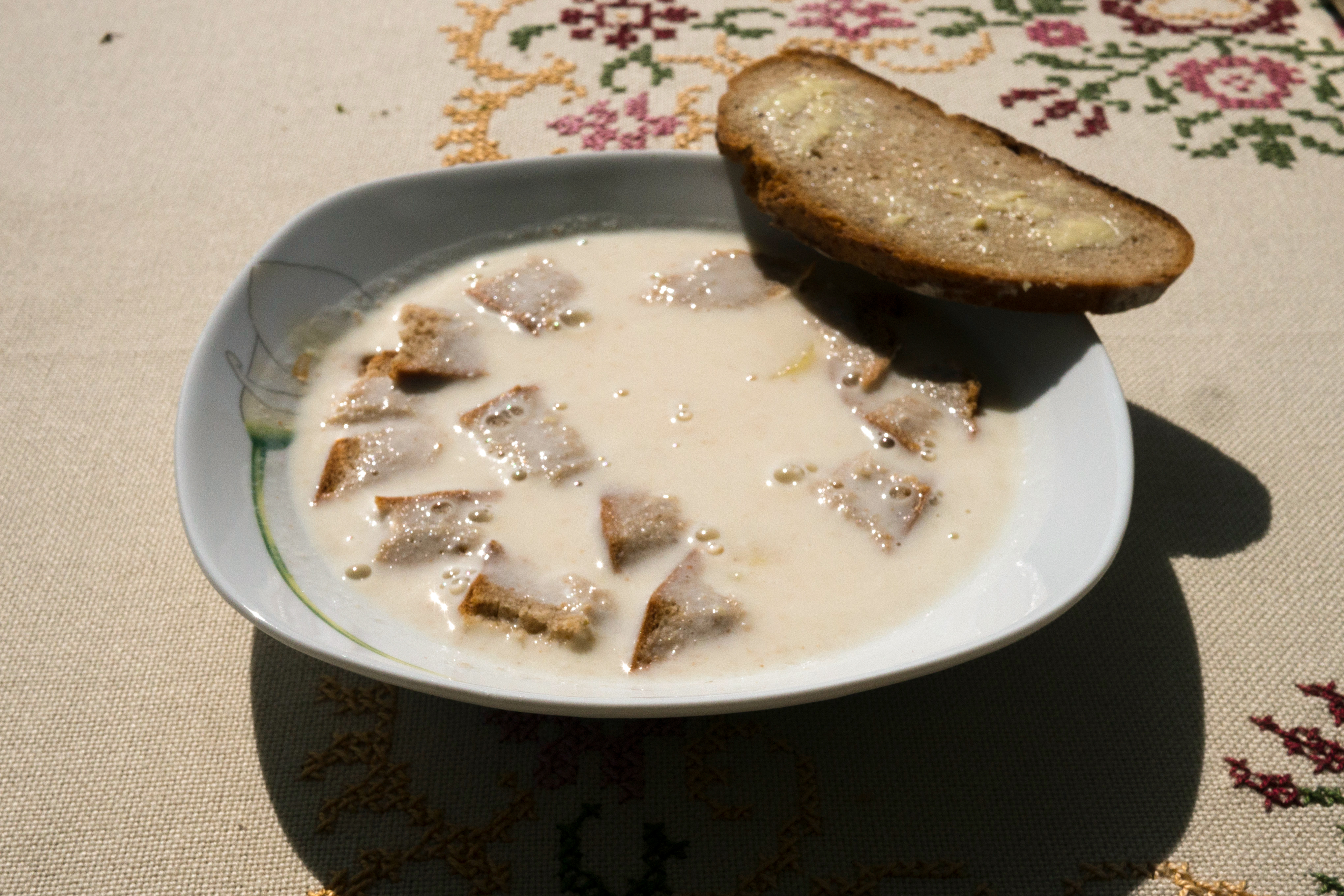
Die Herbstmilchsuppe oder auch saure Suppe wird gerne mit altem Brot genossen, sog. Schnittln

Die Herbstmilchsuppe (auch Hirgstmillisuppn, Herbstsuppe oder Rahmsuppn) ist eine Suppe der bayerischen Küche aus gestockter Milch.

## Herstellung
Die Herbstmilchsuppe ist ein altes Gericht der Bauern. In Zeiten, als es noch keine Kühlmöglichkeiten gab, wurde zu Herbstanfang die frische Milch als sogenannte „Herbstmilch“ (Hirgstmilli) in Bottichen gesammelt und im Keller aufbewahrt. Die Milch wurde sauer, nahm eine dicke Konsistenz an und wurde somit über den Winter haltbar. Die oberste gegorene Schicht wurde zeitweise abgenommen und durch frische oder gestockte Milch ersetzt, die wieder untergerührt wurde. Die Bäuerinnen gaben auch Weinbeeren dazu, um die Gärung zu fördern und den sauren Geschmack zu mildern.
Die gestockte Milch wurde mit Mehl verrührt, in kochendes Wasser gegeben und gesalzen. Seltener wurde anstatt Sauermilch auch Vollmilch, Schotten oder Buttermilch verwendet. Wer es sich leisten konnte, verfeinerte die Suppe noch mit Rahm. Die Suppe wurde heiß oder kalt als Frühstück und als Abendbrot gegessen. Meist fügte man noch Kartoffeln oder Brot hinzu.

## Geschichte
Ein frühes Rezept für die Zubereitung der Herbstmilch findet sich im Kochbüchlein von guter Speise des Mühldorfer Haus- und Arzneibuchs, das von etwa 1445 bis 1470 im bayrischen Inntal verfasst wurde. Eine weitere Anleitung beschreibt Christoph Wirsung in seinem Artzney Buch aus dem Jahr 1568. Auch in einer Ausgabe des mehrbändigen Werkes Oeconomia ruralis et domestica von Johannes Coler aus dem Jahr 1645 wird erklärt, wie man Herbstmilch herstellt und zubereitet.
Eine Schrift zur Erklärung der Land- und Hauswirtschaft von 1785 beschreibt, dass von Bauern zum Frühstück entweder eine süße oder eine saure Milchsuppe gegessen wurde. Beide Varianten waren mit Wasser versetzt, dazu wurde Brot als Suppeneinlage gereicht. Im Bayerischen Wald verspeiste man in der Zeit um 1800 die Suppe als Nachtessen, das mit Erdäpfeln angereichert wurde. Im Gegensatz dazu schildert das Oberamt Aalen in seiner Beschreibung von 1854, dass saure Milch mit Erdbirnen nur am Nachmittag gegessen wird, während man abends süße Milch reicht. Außerdem wird das Gericht als eine sehr gewöhnliche Speise der Ärmeren bezeichnet.
Auch im 20. Jahrhundert war die Suppe noch üblich. So wählte die niederbayerische Bäuerin und Autorin Anna Wimschneider für ihre Autobiographie „Herbstmilch – Lebenserinnerungen einer Bäuerin“ das Gericht als Buchtitel und beschreibt darin die Zubereitung in den 1940er Jahren.

## Verwandte Suppen
Eine ähnliche Suppe wird in Bayern als saure Suppe oder sauerne Suppn und in der österreichischen Küche als Stosuppe bezeichnet. Der Geschmack ist bei dieser Variante milder, da die Suppe aus frisch gestöckelter Milch zubereitet wird. Die österreichische Schottsuppe, Schottensuppe, Schodsuppen, Kassuppen oder Ziegersuppe wird aus dem Schotten beziehungsweise dem Topfen von aufgekochter Buttermilch hergestellt, die früher bei der Butterherstellung übriggeblieben ist.